# Pia Lüddecke
Pia Lüddecke (* 27. März 1981 in Recklinghausen) ist eine deutsche Autorin, Redakteurin und Florettfechterin.

## Leben und Werk
Pia Lüddecke studierte Germanistik und Anglistik an der Ruhr-Universität Bochum und an der Newcastle University in England. Sie lebt und arbeitet im Ruhrgebiet.
Ihre zumeist im Ruhrgebiet der Gegenwart angesiedelten Romane und Kurzgeschichten sind der Modernen Phantastik zuzuordnen. Gemeinsam mit ihrem Ehemann, dem Musiker und Komponisten Benjamin „Ernest“ Ehrenberg präsentiert sie ihre Geschichten im Rahmen musikalischer Lese-Shows mit Hörspielcharakter. Pia Lüddecke ist seit ihrer Jugend im Fechtsport aktiv. Sie ist Mitglied im Phantastik Autoren Netzwerk PAN.

## Werke
Romane
- Der schwarze Teufel, Ventura, 2016, ISBN 978-3-940853-43-1.
- Geister, Edition Outbird, 2019, ISBN 978-3-95915-126-9.
- In Dreams, Edition Outbird, 2021, ISBN 978-3-948887-22-3.
- Transmission, Edition Outbird, 2024, ISBN 978-3-948887-73-5

Hörspiel
- Der schwarze Teufel, Tonkunst Manufaktur + Ventura Verlag, 2019, ISBN 978-3-940853-61-5.

Kurzgeschichten
- Die Beschattung In: Wie is? - Muss. Warum Ruhrgebietler manchmal stolpern, aber niemals Hinfallen, Henselowsky Boschmann, 2016, ISBN 978-3-942094-66-5.
- Der Taubenvatta In: Ruhrgebietchen. Was deine Kinder an dir lieben und was nicht, Henselowsky Boschmann, 2018, ISBN 978-3-942094-80-1.
- Die graue Frau In: Zurück am Meer, Ventura, 2019, ISBN 978-3-940853-65-3.